# Xantusia extorris
Espèce
Synonymes
- Xantusia vigilis extorris Webb, 1965

Statut de conservation UICN

 LC  : Préoccupation mineure
Xantusia extorris est une espèce de sauriens de la famille des Xantusiidae.

## Répartition
Cette espèce est endémique du Mexique. Elle se rencontre dans les États de Zacatecas et de Durango.

## Publication originale
- Webb, 1965 : A new night lizard (genus Xantusia) from Durango, Mexico. American Museum Novitates, no 2231, p. 1-16 (texte intégral).